# Закаменск
Закаменск (рус. Закаменск) град је у Русији у Бурјатији. Према попису становништва из 2010. у граду је живело 11524 становника.

## Становништво
| 1939.  | 1959.  | 1970.  | 1979.  | 1989.  | 2002.  | 2010.  |
| ------ | ------ | ------ | ------ | ------ | ------ | ------ |
| 10.193 | 13.751 | 12.746 | 13.227 | 15.591 | 12.709 | 11.524 |